# 29-й кинофестиваль «Сандэнс»
29-й кинофестиваль независимого кинематографа «Сандэнс» прошёл с 17 по 27 января 2013 года в Парк-Сити (штат Юта, США). Киносмотр открылся показом картины «Летний май» американского режиссёра Шерин Дабис, фильмом закрытия стала биографическая драма «Джобс: Империя соблазна» с Эштоном Кутчером в главной роли.
На кинофестивале в 2013 году традиционно были представлены четыре основные секции: художественные фильмы («Драматическое кино») и документальные, обе программы, в свою очередь, были разделены на национальную часть и мировую. Преобладали дебютные картины режиссёров, посвящённые социальным проблемам.

## Ход фестиваля. Аналитика

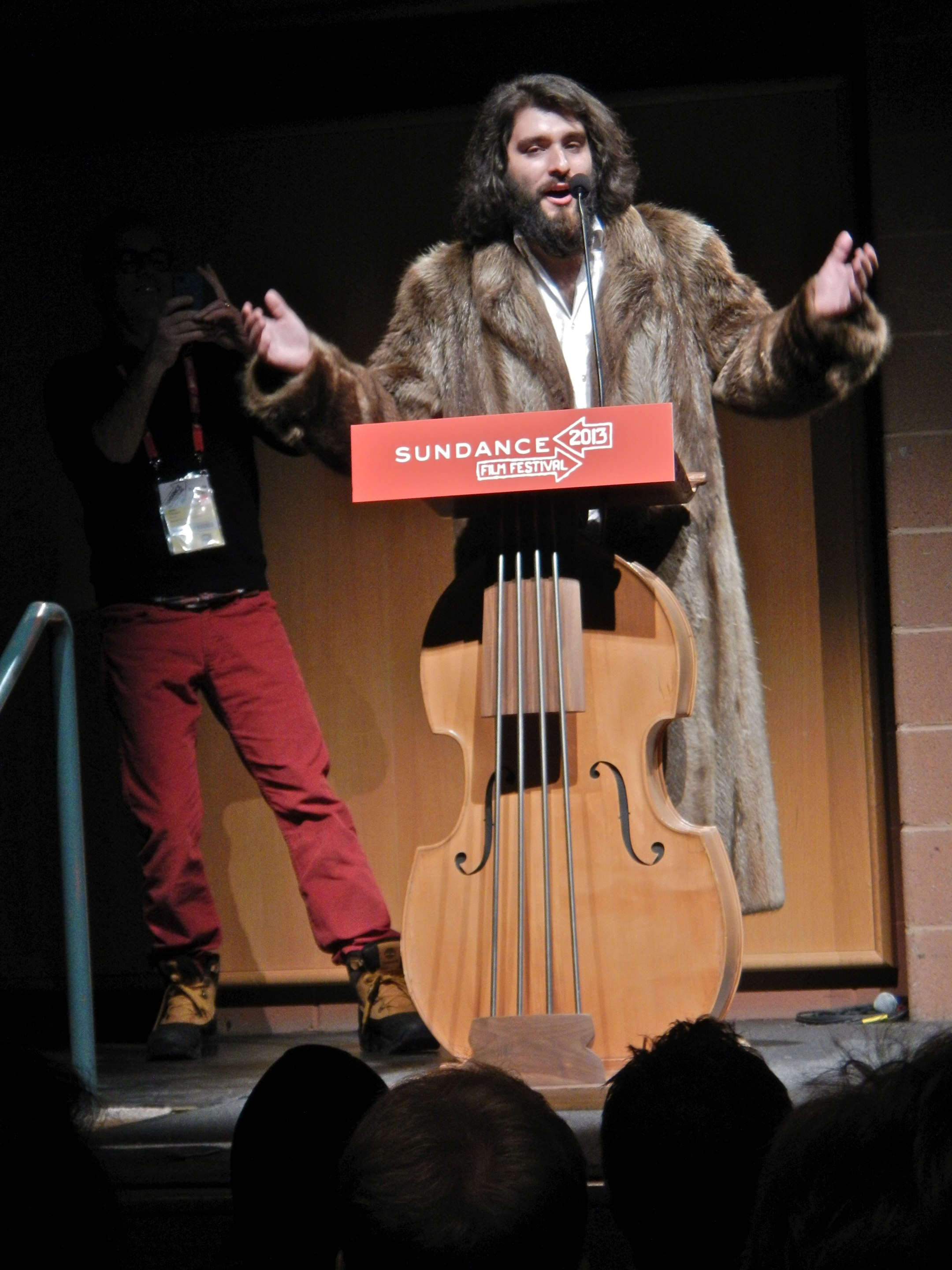
Постановщик фильма «Игрушечный дом» Джордан Вогт-Робертс

12146 фильмов было прислано для участия в смотре в 2013 году, что на 429 лент больше чем в 2012. Для демонстрации на фестивале были отобраны только 119 из них, для 103 картин этот показ стал премьерным. Из них 51 картина была создана начинающими кинематографистами и 27 — режиссёрами, принимавшими ранее участие в смотре. Впервые в истории Сандэнса около половины фильмов было снято режиссёрами-женщинами. Среди режиссёров, чьи работы были представлены в программе драматических фильмов, оказалось восемь женщин и ровно столько же мужчин. Такая же ситуация сложилась и в конкурсе документального кино. В рамках фестиваля были представлены фильмы 32 государств.
Биеннале был открыт 17 января 2013 года драмой Шерин Дабис «Летний май» — совместного проекта Иордании, Катара и США. Картина была положительно принята зрителями, что вполне характерно для Сандэнса, на котором, по мнению журналистов, сохраняется дружественная атмосфера. Несмотря на то, что в лентах конкурсных программ преобладали социальные проблемы, фестиваль обошёлся без курьёзов и скандалов. В продемонстрированных на фестивале затрагивались проблемы взросления подростков и их взаимоотношения со сверстниками («Захватывающее время»), отчуждения и одиночества человека в современных социальных условиях («Эммануэль и правда о рыбах», «Примесь»), кризис среднего возраста («Полуденная нега»), проблемы сексуальных меньшинств («Во имя...») и прочие. В рамках внеконкурсной программы были продемонстрированы дебютная режиссёрская работа Джозефа Гордон-Левитта «Страсти Дон Жуана», получившее разгромные рецензии от фестивальных критиков произведение «Влюбиться до смерти», заключительная часть трилогии Ричарда Линклейтера «Перед полуночью», а также драма «Лавлэйс». Фильмом закрытия стала биографическая драма «Джобс: Империя соблазна», после чего был объявлены лауреаты премий смотра. Победителя в программе драматических фильмов высоко оценила пресса, и после демонстрации этот фильм считался фаворитом фестиваля. В целом вся программа биеннале была положительно принята аналитиками. Журналист Hollywood.com Мэтт Пэтчс назвал конкурсную программу сильной и наиболее интересной в истории фестиваля после прошлогоднего показа, где победителем стала картина «Звери дикого Юга».

## Жюри
19 декабря 2012 года на официальном сайте фестиваля было объявлено о составе жюри в рамках программы 29-го смотра. В него входило девятнадцать человек, разделённых на несколько категорий, созданных для награждения в четырёх основных конкурсных программах и секции короткометражных фильмов. Ещё пять человек, отобранных для вручения приза Альфреда П. Слоана, были объявлены 17 января 2013 года. Ниже представлены все члены жюри и конкурсные программы, которые они оценивали.
| Документальный фильм - Лиз Гарбус - Дэвис Гуггенхейм - Гари Хастуит - Бретт Морген - Дайан Вейерманн Документальное фильм (Программа «Мировое кино») - Шон Фарреллъ - Роберт Хоук - Анат Сиди | Драматический фильм - Эдвард Бёрнс - Уэсли Моррис - Родриго Прието - Том Ротман - Клэр Стюарт Драматический фильм (Программа «Мировое кино») - Анураг Кашьяп - Надин Лабаки - Джоана Висенте | Приз Альфреда П. Слоана - Паула С. Апселл - Даррен Аронофски - Скотт Бёрнс - Андре Фентон - Лиза Рэндалл Короткометражный фильм - Майк Фара - Дон Херцфельд - Магали Симард |

## Конкурсные категории
| Лауреат Гран-при выделен отдельным цветом. |

| Лауреат специального приза жюри выделен отдельным цветом. |

### «Драматический фильм»
| Название                     | Оригинальное название              | Режиссёр             |
| ---------------------------- | ---------------------------------- | -------------------- |
| «Станция "Фрутвэйл"»         | Fruitvale station                  | Райан Куглер         |
| «Убей своих любимых»         | Kill Your Darlings                 | Джон Крокидас        |
| «Захватывающее время»        | The Spectacular Now                | Джеймс Понсольдт     |
| «Эммануэль и правда о рыбах» | Emanuel and the Truth about Fishes | Франческа Грегорини  |
| «Остинленд»                  | Austenland                         | Джеруша Хесс         |
| «Примесь»                    | Upstream Color                     | Шэйн Кэррат          |
| «Мать Джорджа»               | Mother of George                   | Эндрю Досунму        |
| «Игрушечный дом»             | Toy's House                        | Джордан Вогт-Робертс |
| «Спасатель»                  | The Lifeguard                      | Лиз Гарсиа           |
| «В мире...»                  | In a World...                      | Лэйк Белл            |
| «Сотрясение»                 | Concussion                         | Стэйси Пассон        |
| «Полуденная нега»            | Afternoon Delight                  | Джилл Солоуэй        |
| «Трогательное чувство»       | Touchy Feely                       | Линн Шелтон          |
| «Разве это не святые тела»   | Ain't Them Bodies Saints           | Дэвид Лоури          |
| «Летний май»                 | May in the Summer                  | Шерин Дабис          |

### «Драматический фильм» (Программа «Мировое кино»)
| Название                                     | Оригинальное название                            | Режиссёр                       | Страна                                 |
| -------------------------------------------- | ------------------------------------------------ | ------------------------------ | -------------------------------------- |
| «Картофель»                                  | Jiseul                                           | Муэль О.                       | Республика Корея                       |
| «По кругу»                                   | Krugovi                                          | Срджан Голубович               | Сербия · Германия · Франция · Словения |
| «Метро Манила»                               | Metro Manila                                     | Шон Эллис                      | Великобритания · Филиппины             |
| «В один прекрасный день»                     | Un giorno devi andare                            | Джорджо Диритти                | Италия · Франция                       |
| «Грядущее»                                   | Il futuro                                        | Алисия Шерсон                  | Италия · Чили · Германия               |
| «Хьюстон»                                    | Houston                                          | Бастиан Гюнтер                 | Германия · США                         |
| «Кристал Фэйри»                              | Crystal Fairy                                    | Себастьян Силва                | Чили                                   |
| «Прочный»                                    | Nieulotne                                        | Яцек Борцух                    | Польша · Испания                       |
| «Шоппинг»                                    | Shopping                                         | Марк Альбистон, Луис Сазерленд | Новая Зеландия                         |
| «Солдат Жаннетт»                             | Soldate Jeannette                                | Даниэль Хёсл                   | Австрия                                |
| «Вайма (Афганская история любви)»            | Wajma                                            | Бармак Акрам                   | Афганистан                             |
| «Чего они не говорят, когда говорят о любви» | Yang tidak dibicarakan ketika membicarakan cinta | Мули Сюлия                     | Индонезия                              |

### «Документальный фильм»
| Название                                         | Оригинальное название                          | Режиссёр                      |
| ------------------------------------------------ | ---------------------------------------------- | ----------------------------- |
| «Кровный брат»                                   | Blood Brother                                  | Стив Хувер                    |
| «Бог любит Уганду»                               | God Loves Uganda                               | Роджер Росс Уильямс           |
| «Армия Гидеона»                                  | Gideon's Army                                  | Доун Портер                   |
| «99%: The Occupy Wall Street Collaborative Film» | 99%: The Occupy Wall Street Collaborative Film | Сборник                       |
| «Милашка и боксёр»                               | Cutie and the Boxer                            | Захари Хейнзерлинг            |
| «В двадцати футах от того, чтобы стать звездой»  | Twenty Feet from Stardom                       | Морган Невилл                 |
| «Облава»                                         | Manhunt                                        | Грег Баркер                   |
| «Наркокультура»                                  | Narco Cultura                                  | Шол Шварц                     |
| «Грязные войны»                                  | Dirty Wars                                     | Рик Роули                     |
| «Американское обещание»                          | An American Promise                            | Джо Брюстер, Мишель Стефенсон |
| —                                                | Blackfish                                      | Габриэлла Копейтуайте         |
| «Гражданин Кох»                                  | Citizen Koch                                   | Карл Дил, Тиа Лессин          |
| «Дорога Валентина»                               | Valentine Road                                 | Марта Каннингэм               |
| —                                                | Life According to Sam                          | Шин Файн, Андреа Никс         |
| «Бог любит Уганду»                               | God Loves Uganda                               | Роджер Росс Уильямс           |

### «Документальный фильм» (Программа «Мировое кино»)
| Название                                    | Оригинальное название                     | Режиссёр                        | Страна                                |
| ------------------------------------------- | ----------------------------------------- | ------------------------------- | ------------------------------------- |
| «Река меняет течение»                       | A River Changes Course                    | Каляни Мам.                     | Камбоджа                              |
| «Показательный процесс: История Pussy Riot» | Показательный процесс: История Pussy Riot | Майк Лернер, Максим Поздоровкин | Россия · Великобритания               |
| «Огонь в крови»                             | Fire in the Blood                         | Дилан Мохан Грей                | Индия                                 |
| «Что за Даяни Кристал?»                     | Who is Dayani Cristal?                    | Марк Монро                      | Великобритания · Мексика              |
| «Падший город»                              | Fallen City                               | Жао Ки                          | Китай · Япония                        |
| «Встречи (фильм, 2013)»                     | The Summit                                | Ник Райан                       | Ирландия · Великобритания · Швейцария |
| —                                           | The Moo Man                               | Энди Хиткот                     | Великобритания                        |
| «Площадь»                                   | The Square (El Midan)                     | Джехэн Нуджейм                  | Египет · США                          |
| «Google и всемирный мозг»                   | Google and the World Brain                | Бен Льюис                       | Испания                               |
| «Машина, в которой всё исчезает»            | Manqana, romelic kvelafers gaaqrobs       | Тинатин Гурчиани                | Грузия                                |
| «Сальма»                                    | Salma                                     | Ким Лонджинотто                 | Индия · Великобритания                |
| «Проект Стюарт Холл»                        | The Stuart Hall Project                   | Джон Акомфрах                   | Великобритания                        |

## Награды
- Гран-при в категории «Документальный фильм»
  - «Кровный брат», реж. Стив Хувер
- Гран-при в категории «Документальный фильм» (Программа «Мировое кино»)
  - «Река меняет течение», реж. Каляни Мам
- Гран-при в категории «Драматический фильм» (Программа «Мировое кино»)
  - «Картофель», реж.
- Гран-при в категории «Драматический фильм»
  - «Фрутвэйл», реж. Райан Куглер
- Специальный приз жюри в категории «Документальный фильм»
  - «Американское обещание», реж. Мишель Стефенсон
  - «Неравенство для всех» реж. Джейкоб Корнблут
- Специальный приз жюри в категории «Документальный фильм» (Программа «Мировое кино»)
  - «Показательный процесс: История Pussy Riot», реж. Майк Лернер и Максим Поздоровкин
- Специальный приз жюри в категории «Драматический фильм» (Программа «Мировое кино»)
  - «Круги», реж. Срджан Голубович
- Специальный приз жюри в категории «Драматический фильм»
  - «Захватывающее время», реж. Джеймс Понсольдт
  - «Примесь», реж. Шэйн Кэррат
- Приз за режиссёрскую работу в категории «Документальный фильм»
  - Захари Хейнзерлинг («Милашка и боксёр»)
- Приз за режиссуру в категории «Документальный фильм» (Программа «Мировое кино»)
  - Тинатин Гурчиани («Manqana, romelic kvelafers gaaqrobs»)
- Приз за режиссуру в категории «Драматический фильм» (Программа «Мировое кино»)
  - Себастьян Силва («Кристал Фэйри»)
- Приз за режиссуру в категории «Драматический фильм»
  - Джилл Солоуэй («Полуденная нега»)
- Приз за операторскую работу в категории «Документальный фильм»
  - Рик Роули («Грязные войн»)
- Приз за операторскую работу в категории «Документальный фильм» (Программа «Мировое кино»)
  - Марк Сильвер («Что за Даяни Кристал?»)
- Приз за операторскую работу в категории «Драматический фильм» (Программа «Мировое кино»)
  - Михал Энглерт («Прочный»)
- Приз зрительских симпатий в категории «Короткометражный фильм»
  - «Catnip: Egress to Oblivion?»
- Приз зрительских симпатий в категории «Документальный фильм»
  - «Кровный брат»
- Приз зрительских симпатий в категории «Документальный фильм» (Программа «Мировое кино»)
  - «The Square (El Midan)»
- Приз зрительских симпатий в категории «Драматический фильм» (Программа «Мировое кино»)
  - «Метро Манила»
- Приз зрительских симпатий в категории «Драматический фильм»
  - «Фрутвэйл»
- Приз имени Альфреда Слоуна
  - «Компьютерные шахматы»
- Приз за работу сценариста имени Валдо Солта
  - Лейк Белл («В мире...»)
- Гран-при в категории «Короткометражный фильм»
  - «Свисток»

## Приобретения
Ниже представлены картины, которые заинтересовали кинокомпании и были куплены ими для проката.
| Кинокомпания              | Название                   | Оригинальное название                        |
| ------------------------- | -------------------------- | -------------------------------------------- |
| A24 Films                 | «Захватывающее время»      | The Spectacular Now                          |
| CBS Films                 | «Игрушечный дом»           | Toy’s House                                  |
| eOne                      | —                          | We Are What We Are                           |
| Exclusive Releasing       | «Две матери»               | Two Mothers                                  |
| Fox Searchlight           | «Дорога, дорога домой»     | The Way, Way Back                            |
| Icarus Films              | —                          | The Machine Which Makes Everything Disappear |
| IFC Films                 | «Разве это не святые тела» | Ain’t Them Bodies Saints                     |
| IFC Films                 | «Король Сохо»              | The Look of Love                             |
| Magnolia Pictures         | —                          | Blackfish                                    |
| Magnolia Pictures         | «Повелитель лавин»         | Prince Avalanche                             |
| Magnolia Pictures         | «З/Л/О 2»                  | V/H/S/2                                      |
| Mundial                   | «Что за Даяни Кристал?»    | Who Is Dayani Cristal?                       |
| Open Road Films           | «Джобс: Империя соблазна»  | jOBS                                         |
| Oscilloscope Laboratories | —                          | Mother of George                             |
| Participant Media         | —                          | 99 %-The Occupy Wall St. Collaborative Film  |
| Phase 4 Films             | —                          | Milkshake                                    |
| Phase 4 Films             | «Новобрачные»              | Newlyweds                                    |
| RADiUS-TWC                | «Сотрясение»               | Concussion                                   |
| RADiUS-TWC                | «Милашка и боксёр»         | Cutie and the Boxer                          |
| RADiUS-TWC                | —                          | Inequality for All                           |
| RADiUS-TWC                | «Лавлейс»                  | Lovelace                                     |
| RADiUS-TWC                | —                          | Twenty Feet From Stardom                     |
| Relativity Media          | «Страсти Дон Жуана»        | Don Jon’s Addiction                          |
| Sony Pictures Classics    | «Остинленд»                | Austenland                                   |
| Sony Pictures Classics    | «Перед полуночью»          | Before Midnight                              |
| Sony Pictures Classics    | «Убей своих любимых»       | Kill Your Darlings                           |
| Showtime Networks         | —                          | History of the Eagles Part 1                 |
| The Weinstein Company     | «Станция „Фрутвэйл“»       | Fruitvale station                            |